# Cueva de la Máscara
La cueva de la Máscara es un abrigo con representaciones rupestres localizado en el término municipal de Los Barrios, provincia de Cádiz (España). Pertenece al conjunto de yacimientos rupestres denominado Arte sureño, muy relacionado con el arte rupestre del arco mediterráneo de la península ibérica.
El abrigo, formado por la erosión de roca arenisca, se encuentra situado en el Valle de Ojén y muy cerca de la Roca con Letras. Se trata de una cueva situada bajo un derrumbe de rocas que dificulta su acceso y la visualización de las pinturas.
Esta covacha, junto a sus representaciones rupestres, fueron descritas por primera vez por el arqueólogo alemán Uwe Topper en 1970 en su descripción de las cuevas de la región. 
Los cuatro signos presentes son de difícil interpretación y parecen corresponder a la Edad de Bronce. El primero de ellos se encuentra en la pared, es de gran tamaño y tiene forma de lazo, similar a la letra beith del alfabeto fenicio. El segundo de los signos se encuentra en el techo y es un óvalo cornudo con una línea horizontal, junto él aparece lo que el autor interpreta como una conífera abatida. El último signo, también en el techo es de grandes dimensiones (30x20 cm) da nombre al abrigo y representa una máscara con corona y barba.